# Reprezentacja Gruzji w piłce wodnej mężczyzn
Reprezentacja Gruzji w piłce wodnej mężczyzn – zespół, biorący udział w imieniu Gruzji w meczach i sportowych imprezach międzynarodowych w piłce wodnej, powoływany przez selekcjonera, w którym mogą występować wyłącznie zawodnicy posiadający obywatelstwo gruzińskie. Za jej funkcjonowanie odpowiedzialny jest Gruziński Związek Piłki Wodnej (GWPF), który jest członkiem Międzynarodowej Federacji Pływackiej.

## Historia
W 2009 reprezentacja Gruzji rozegrała swój pierwszy oficjalny mecz w eliminacjach do Mistrzostw Europy.

## Udział w turniejach międzynarodowych

### Igrzyska olimpijskie
Reprezentacja Gruzji żadnego razu nie występowała na Igrzyskach Olimpijskich.

### Mistrzostwa świata
Dotychczas reprezentacji Gruzji żadnego razu nie udało się awansować do finałów MŚ.

### Puchar świata
Gruzja żadnego razu nie uczestniczyła w finałach Pucharu świata.

### Mistrzostwa Europy
Gruzińskiej drużynie 2 razy udało się zakwalifikować do finałów ME. Najwyższe osiągnięcie to 12. miejsce w 2014 roku